# Ignirtoq
Ignirtoq, na Mitologia inuíte, é um deus de luz e verdade.